# Campeonato Sudamericano de Fútbol Sub-17 de 2025
El XX Campeonato Sudamericano Sub-17 fue la vigésima edición en la historia del certamen, y se celebró por segunda vez en Colombia del 27 de marzo al 12 de abril. El torneo entregó siete cupos a la Copa Mundial de Fútbol Sub-17 de 2025 a realizarse en Catar.
Brasil se coronó campeón por decimocuarta vez tras ganar la final por 4-1 en la tanda de penales tras un empate 1-1 contra Colombia.

## Elección de la sede
Colombia fue oficializada como sede del torneo por Alejandro Domínguez, presidente de Conmebol. La elección se hizo el día 10 de abril, durante la sesión de Consejo de Conmebol realizada en Luque, Paraguay.

## Formato de competición
Debido al aumento de cupos para el campeonato mundial de la categoría de 24 a 48, la Conmebol aumentó sus cupos de 4 a 7. Razón por la cual el formato se vio obligado a cambiarse y desde este año se jugó de la siguiente manera:
- Fase de grupos: La fase de grupos se jugó igual que en las ediciones anteriores, 2 grupos de 5 equipos cada uno. Cada selección se enfrentó a sus 4 rivales en una sola rueda.
- Semifinales: Los 2 primeros de cada grupo clasificaron a las semifinales del torneo y a la Copa Mundial de Fútbol Sub-17 de 2025. Los ganadores de estos enfrentamientos jugaron la definición por el título mientras que los perdedores, por el tercer puesto.
- Play-offs por la clasificación: Los ubicados en la tercera y cuarta posición jugaron por las posiciones 5 a la 8. En formato de Final Four los ganadores clasificaron al Campeonato Mundial, mientras que los perdedores jugaron por el último cupo al torneo.
- Los últimos de cada grupo quedaron eliminados.

## Organización

### Sedes
Cartagena y Montería fueron seleccionadas como sedes.
| Cartagena de Indias               | Cartagena Montería | Montería          |
| --------------------------------- | ------------------ | ----------------- |
| Estadio Olímpico Jaime Morón León | Cartagena Montería | Estadio Jaraguay  |
| Capacidad: 16 068                 | Cartagena Montería | Capacidad: 12 000 |
|                                   | Cartagena Montería |                   |

### Listado de árbitros
La Conmebol confirmó las siguientes ternas arbitrales, provenientes de todos los países miembros de la confederación.
| - Argentina: Sebastián Martínez - Juan Mamani (asistente) - Mariana De Almeida (asistente) - Bolivia: Gabriel Mendoza - Luiz Valdez (asistente) - Richar Orellana (asistente) - Brasil: Matheus Candançan - Luanderson de Lima (asistente) - Brigida Cirilo (asistente) - Chile: Diego Flores - Wladimir Muñoz (asistente) - Carlos Venegas (asistente) | - Colombia: Diego Ulloa - David Fuentes (asistente) - Jenny Torres (asistente) - Ecuador: Anthony Díaz - Andrés Tola (asistente) - Viviana Segura (asistente) - Paraguay: David Ojeda - Esteban Testta (asistente) - Lorena Miranda (asistente) | - Perú: Jordi Espinoza - Alberth Alarcón (asistente) - Leonar Soto (asistente) - Uruguay: Hernán Heras - Pablo Llanera (asistente) - Matías Muníz (asistente) - Venezuela: Rony Cueva - Paolo García (asistente) - Thaity Dugarte (asistente) |

### Reglas
Los diez equipos participantes en la primera fase se dividieron en dos grupos de cinco equipos cada uno. Luego de una liguilla simple, a una sola rueda de partidos, pasaron a segunda ronda los equipos que ocuparon las posiciones primera, segunda, tercera y cuarta de cada grupo.
En caso de empate en puntos en cualquiera de las posiciones, la clasificación se determinó siguiendo en orden los siguientes criterios:
- El resultado del enfrentamiento directo jugado entre los equipos implicados.
- Diferencia de goles.
- Cantidad de goles marcados.
- Menor número de tarjetas rojas.
- Menor número de tarjetas amarillas.
- Por sorteo.

## Equipos participantes
En el torneo participaron los diez equipos representativos de las asociaciones nacionales afiliadas a la Confederación Sudamericana de Fútbol.
| Equipos participantes | Equipos participantes | Equipos participantes | Equipos participantes | Equipos participantes |
| --------------------- | --------------------- | --------------------- | --------------------- | --------------------- |
| Argentina             | Bolivia               | Brasil                | Chile                 | Colombia              |
| Ecuador               | Paraguay              | Perú                  | Uruguay               | Venezuela             |

### Sorteo
El sorteo para la fase de grupos se llevó a cabo el 19 de diciembre de 2024 a las 14:15 (UTC-3).
Entre paréntesis se indica la posición de las selecciones en el Campeonato Sudamericano Sub-17 de 2023.
| Cabezas de serie        | Bombo 1                   | Bombo 2                    | Bombo 3               | Bombo 4               |
| ----------------------- | ------------------------- | -------------------------- | --------------------- | --------------------- |
| Colombia (9) Brasil (1) | Argentina (2) Ecuador (3) | Venezuela (4) Paraguay (5) | Chile (6) Uruguay (7) | Bolivia (8) Perú (10) |

## Primera fase
- Los horarios corresponden a la hora de Colombia (UTC-5).[10][11]

     – Clasificados a la fase final y a la Copa Mundial de Fútbol Sub-17 de 2025.

     – Clasificados a los play-offs por la clasificación a la Copa Mundial de Fútbol Sub-17 de 2025.

### Grupo A
| Equipo    | Pts. | PJ | PG | PE | PP | GF | GC | Dif. |
| --------- | ---- | -- | -- | -- | -- | -- | -- | ---- |
| Colombia  | 9    | 4  | 3  | 0  | 1  | 5  | 2  | 3    |
| Chile     | 9    | 4  | 3  | 0  | 1  | 9  | 3  | 6    |
| Argentina | 6    | 4  | 2  | 0  | 2  | 12 | 6  | 6    |
| Paraguay  | 6    | 4  | 2  | 0  | 2  | 7  | 5  | 2    |
| Perú      | 0    | 4  | 0  | 0  | 4  | 0  | 17 | –17  |

| 27 de marzo | Perú | 0:5 (0:3) | Paraguay                                                        | Estadio Jaraguay, Montería |                          |
| 16:30       |      | Reporte   | M. de Carvalho 10' · Zayas 19' · Villalba 43', 48' · Campss 86' | Árbitro(s): Anthony Díaz   | Árbitro(s): Anthony Díaz |

| 27 de marzo | Colombia    | 1:0 (0:0) | Chile | Estadio Jaraguay, Montería |                        |
| 19:00       | Londoño 75' | Reporte   |       | Árbitro(s): Rony Cueva     | Árbitro(s): Rony Cueva |

- Equipo libre:  Argentina.

| 29 de marzo | Chile                                   | 3:2 (0:1) | Argentina            | Estadio Jaraguay, Montería |                          |
| 16:30       | Sepúlveda 56' · Yáñez 70' · Jiménez 81' | Reporte   | De Martis 45', 90+6' | Árbitro(s): Hernán Heras   | Árbitro(s): Hernán Heras |

| 29 de marzo | Perú | 0:2 (0:0) | Colombia                    | Estadio Jaraguay, Montería  |                             |
| 19:00       |      | Reporte   | Trujillo 86' · Flórez 90+5' | Árbitro(s): Gabriel Mendoza | Árbitro(s): Gabriel Mendoza |

- Equipo libre:  Paraguay.

| 31 de marzo | Chile                                                   | 5:0 (3:0) | Perú | Estadio Jaraguay, Montería    |                               |
| 16:30       | Cuevas 17' (pen.), 70' · Orellana 24' · Olguín 43', 65' | Reporte   |      | Árbitro(s): Matheus Candançan | Árbitro(s): Matheus Candançan |

| 31 de marzo | Argentina                                        | 4:1 (2:0) | Paraguay      | Estadio Jaraguay, Montería |                        |
| 19:00       | Ojeda 24' · Meza 37' · Espíndola 81' · Verón 82' | Reporte   | Buhring 90+6' | Árbitro(s): Rony Cueva     | Árbitro(s): Rony Cueva |

- Equipo libre:  Colombia.

| 2 de abril | Argentina                                                         | 5:0 (2:0) | Perú | Estadio Jaraguay, Montería  |                             |
| 16:30      | Ojeda 8' · Castillo 41' (a.g.) · Piñeyro 52', 86' · De Martis 78' | Reporte   |      | Árbitro(s): Gabriel Mendoza | Árbitro(s): Gabriel Mendoza |

| 2 de abril | Paraguay    | 1:0 (0:0) | Colombia | Estadio Jaraguay, Montería |                          |
| 19:00      | Coronel 69' | Reporte   |          | Árbitro(s): Anthony Díaz   | Árbitro(s): Anthony Díaz |

- Equipo libre:  Chile.

| 5 de abril | Colombia                 | 2:1 (2:0) | Argentina            | Estadio Jaime Morón, Cartagena |                               |
| 19:00      | Macías 10' · Londoño 16' | Reporte   | De Martis 77' (pen.) | Árbitro(s): Matheus Candançan  | Árbitro(s): Matheus Candançan |

| 5 de abril | Paraguay | 0:1 (0:0) | Chile                | Estadio Jaraguay, Montería |                          |
| 19:00      |          | Reporte   | Olguín 90+11' (pen.) | Árbitro(s): Hernán Heras   | Árbitro(s): Hernán Heras |

- Equipo libre:  Perú.

### Grupo B
| Equipo    | Pts. | PJ | PG | PE | PP | GF | GC | Dif. |
| --------- | ---- | -- | -- | -- | -- | -- | -- | ---- |
| Brasil    | 10   | 4  | 3  | 1  | 0  | 8  | 3  | 5    |
| Venezuela | 7    | 4  | 2  | 1  | 1  | 5  | 3  | 2    |
| Ecuador   | 6    | 4  | 2  | 0  | 2  | 8  | 5  | 3    |
| Bolivia   | 3    | 4  | 1  | 0  | 3  | 2  | 7  | –5   |
| Uruguay   | 2    | 4  | 0  | 2  | 2  | 3  | 8  | –5   |

| 28 de marzo | Bolivia | 0:2 (0:1) | Venezuela                  | Estadio Jaime Morón, Cartagena |                         |
| 16:30       |         | Reporte   | Claut 27' · Berroterán 77' | Árbitro(s): Diego Ulloa        | Árbitro(s): Diego Ulloa |

| 28 de marzo | Brasil         | 1:1 (0:1) | Uruguay        | Estadio Jaime Morón, Cartagena |                                |
| 19:00       | Ruan Pablo 50' | Reporte   | Azambuja 45+2' | Árbitro(s): Sebastián Martínez | Árbitro(s): Sebastián Martínez |

- Equipo libre:  Ecuador.

| 30 de marzo | Bolivia | 0:3 (0:1) | Brasil                         | Estadio Jaime Morón, Cartagena |                            |
| 16:30       |         | Reporte   | Ruan Pablo 7', 62' · Kayke 81' | Árbitro(s): Jordi Espinoza     | Árbitro(s): Jordi Espinoza |

| 30 de marzo | Uruguay | 0:4 (0:4) | Ecuador                                        | Estadio Jaime Morón, Cartagena |                         |
| 19:00       |         | Reporte   | Legendre 1' · R. Angulo 37' · Lerma 43', 45+3' | Árbitro(s): David Ojeda        | Árbitro(s): David Ojeda |

- Equipo libre:  Venezuela.

| 1 de abril | Uruguay | 0:1 (0:1) | Bolivia     | Estadio Jaime Morón, Cartagena |                          |
| 16:30      |         | Reporte   | Maraude 43' | Árbitro(s): Diego Flores       | Árbitro(s): Diego Flores |

| 1 de abril | Ecuador | 0:1 (0:0) | Venezuela | Estadio Jaime Morón, Cartagena |                                |
| 19:00      |         | Reporte   | Claut 51' | Árbitro(s): Sebastián Martínez | Árbitro(s): Sebastián Martínez |

- Equipo libre:  Brasil.

| 3 de abril | Ecuador           | 2:1 (1:0) | Bolivia          | Estadio Jaime Morón, Cartagena |                            |
| 16:30      | Quintero 33', 50' | Reporte   | Pérez 84' (pen.) | Árbitro(s): Jordi Espinoza     | Árbitro(s): Jordi Espinoza |

| 3 de abril | Venezuela | 0:1 (0:0) | Brasil           | Estadio Jaime Morón, Cartagena |                         |
| 19:00      |           | Reporte   | Luis Eduardo 88' | Árbitro(s): David Ojeda        | Árbitro(s): David Ojeda |

- Equipo libre:  Uruguay.

| 5 de abril | Brasil                                                  | 3:2 (0:1) | Ecuador                                      | Estadio Jaime Morón, Cartagena |                                |
| 16:30      | Luis Eduardo 55' · Gustavo Gomes 57' · Luis Gustavo 89' | Reporte   | Luis Eduardo 45+1' (a.g.) · Lerma 52' (pen.) | Árbitro(s): Sebastián Martínez | Árbitro(s): Sebastián Martínez |

| 5 de abril | Venezuela               | 2:2 (1:1) | Uruguay                           | Estadio Jaraguay, Montería |                         |
| 16:30      | Claut 43' · Uribe 90+5' | Reporte   | Dos Santos 10' · F. Fernández 75' | Árbitro(s): Diego Ulloa    | Árbitro(s): Diego Ulloa |

- Equipo libre:  Bolivia.

## Fase final
- Los horarios corresponden a la hora de Colombia (UTC-5).[10]

### Play-offs por la clasificación a la Copa Mundial Sub-17
|  | Play-offs | Play-offs | Play-offs |          |           | Quinto lugar   | Quinto lugar   | Quinto lugar   |  |
|  |           |           |           |          |           |                |                |                |  |
|  |           |           |           |          |           |                |                |                |  |
|  | 3A        | Argentina | 3         |          |           |                |                |                |  |
|  | 3A        | Argentina | 3         |          |           |                |                |                |  |
|  | 4B        | Bolivia   | 0         |          |           |                |                |                |  |
|  | 4B        | Bolivia   | 0         |          | Argentina | Argentina      | 1 (3)          |                |  |
|  |           |           |           |          | Argentina | Argentina      | 1 (3)          |                |  |
|  |           |           | Paraguay  | Paraguay | 1 (4)     |                |                |                |  |
|  | 3B        | Ecuador   | Paraguay  | Paraguay | 1 (4)     | 0 (4)          |                |                |  |
|  | 3B        | Ecuador   |           |          |           | 0 (4)          |                |                |  |
|  | 4A        | Paraguay  | 0 (5)     |          |           | Séptimo puesto | Séptimo puesto | Séptimo puesto |  |
|  | 4A        | Paraguay  | 0 (5)     |          |           | Séptimo puesto | Séptimo puesto | Séptimo puesto |  |
|  |           |           |           |          |           |                |                |                |  |
|  |           |           |           |          |           | Bolivia        | Bolivia        | 1              |  |
|  |           |           |           |          |           | Bolivia        | Bolivia        | 1              |  |
|  |           |           |           |          |           | Ecuador        | Ecuador        | 0              |  |
|  |           |           |           |          |           | Ecuador        | Ecuador        | 0              |  |
|  |           |           |           |          |           |                |                |                |  |

### Repechajes
| 8 de abril | Ecuador                                      | 0:0 (4:5 p.)               | Paraguay                                     | Estadio Jaraguay, Montería |                         |
| 16:00      |                                              | Reporte                    |                                              | Árbitro(s): Diego Ulloa    | Árbitro(s): Diego Ulloa |
|            |                                              | Tiros desde el punto penal |                                              |                            |                         |
|            | Ortiz · Legendre · Dacosta · Lerma · Caicedo |                            | Zayas · Ledesma · Franco · Buhring · Coronel |                            |                         |

| 8 de abril | Argentina                      | 3:0 (1:0) | Bolivia | Estadio Jaraguay, Montería |                        |
| 19:00      | De Martis 44', 58' · Parmo 90' | Reporte   |         | Árbitro(s): Rony Cueva     | Árbitro(s): Rony Cueva |

### Séptimo puesto
| 11 de abril | Bolivia    | 1:0 (0:0) | Ecuador | Estadio Jaraguay, Montería    |                               |
| 16:00       | García 52' | Reporte   |         | Árbitro(s): Matheus Candançan | Árbitro(s): Matheus Candançan |

### Quinto puesto
| 11 de abril | Argentina                                 | 1:1 (0:1) (3:4 p.)         | Paraguay                                           | Estadio Jaraguay, Montería  |                             |
| 19:00       | González 90+5'                            | Reporte                    | Jara 14'                                           | Árbitro(s): Gabriel Mendoza | Árbitro(s): Gabriel Mendoza |
|             |                                           | Tiros desde el punto penal |                                                    |                             |                             |
|             | Mattar · Parmo · Verón · Meza · De Martis |                            | De Carvalho · Zayas · Ledesma · Villalba · Coronel |                             |                             |

### Cuadro de desarrollo
|  | Semifinales | Semifinales | Semifinales |        |          | Final                        | Final                        | Final                        |  |
|  |             |             |             |        |          |                              |                              |                              |  |
|  |             |             |             |        |          |                              |                              |                              |  |
|  | 1A          | Colombia    | 5           |        |          |                              |                              |                              |  |
|  | 1A          | Colombia    | 5           |        |          |                              |                              |                              |  |
|  | 2B          | Venezuela   | 1           |        |          |                              |                              |                              |  |
|  | 2B          | Venezuela   | 1           |        | Colombia | Colombia                     | 1 (1)                        |                              |  |
|  |             |             |             |        | Colombia | Colombia                     | 1 (1)                        |                              |  |
|  |             |             | Brasil      | Brasil | 1 (4)    |                              |                              |                              |  |
|  | 1B          | Brasil      | Brasil      | Brasil | 1 (4)    | 1                            |                              |                              |  |
|  | 1B          | Brasil      |             |        |          | 1                            |                              |                              |  |
|  | 2A          | Chile       | 0           |        |          | Partido por el tercer puesto | Partido por el tercer puesto | Partido por el tercer puesto |  |
|  | 2A          | Chile       | 0           |        |          | Partido por el tercer puesto | Partido por el tercer puesto | Partido por el tercer puesto |  |
|  |             |             |             |        |          |                              |                              |                              |  |
|  |             |             |             |        |          | Venezuela                    | Venezuela                    | 3                            |  |
|  |             |             |             |        |          | Venezuela                    | Venezuela                    | 3                            |  |
|  |             |             |             |        |          | Chile                        | Chile                        | 0                            |  |
|  |             |             |             |        |          | Chile                        | Chile                        | 0                            |  |
|  |             |             |             |        |          |                              |                              |                              |  |

### Semifinales
| 9 de abril | Brasil   | 1:0 (0:0) | Chile | Estadio Jaime Morón, Cartagena |                         |
| 16:00      | Dell 65' | Reporte   |       | Árbitro(s): David Ojeda        | Árbitro(s): David Ojeda |

| 9 de abril | Colombia                                                | 5:1 (2:1) | Venezuela | Estadio Jaime Morón, Cartagena |                            |
| 19:00      | Londoño 16', 37', 55' (pen.) · Flórez 82' · Urrutia 87' | Reporte   | Claut 34' | Árbitro(s): Jordi Espinoza     | Árbitro(s): Jordi Espinoza |

### Tercer puesto
| 12 de abril | Venezuela                               | 3:0 (0:0) | Chile | Estadio Jaime Morón, Cartagena |                          |
| 16:00       | Berroterán 51' · Boyer 64' · Maitán 68' | Reporte   |       | Árbitro(s): Anthony Díaz       | Árbitro(s): Anthony Díaz |

### Final
| 12 de abril | Colombia                | 1:1 (1:0) (1:4 p.)         | Brasil                                    | Estadio Jaime Morón, Cartagena |                          |
| 19:00       | Sevillano 41'           | Reporte                    | Angelo Candido 88'                        | Árbitro(s): Hernán Heras       | Árbitro(s): Hernán Heras |
|             |                         | Tiros desde el punto penal |                                           |                                |                          |
|             | Rivas · Orozco · Cataño |                            | Gustavo Gomes · Tiago · Ruan Pablo · Dell |                                |                          |

|                            |
| Bandera de Brasil          |
| Campeón Brasil 14.º título |

## Clasificados a la Copa Mundial de Fútbol Sub-17 de 2025
| Equipo    | Fecha               | Apariciones previas                                                                                             |
| --------- | ------------------- | --- |
| Brasil    | 5 de abril de 2025  | 18 (1985, 1987, 1989, 1991, 1995, 1997, 1999, 2001, 2003, 2005, 2007, 2009, 2011, 2013, 2015, 2017, 2019, 2023) |
| Chile     | 5 de abril de 2025  | 5 (1993, 1997, 2015, 2017, 2019)                                                                                |
| Colombia  | 5 de abril de 2025  | 6 (1989, 1993, 2003, 2007, 2009, 2017)                                                                          |
| Venezuela | 5 de abril de 2025  | 2 (2013, 2023)                                                                                                  |
| Paraguay  | 8 de abril de 2025  | 5 (1999, 2001, 2015, 2017, 2019)                                                                                |
| Argentina | 8 de abril de 2025  | 15 (1985, 1989, 1991, 1993, 1995, 1997, 2001, 2003, 2007, 2009, 2011, 2013, 2015, 2019, 2023)                   |
| Bolivia   | 11 de abril de 2025 | 2 (1985, 1987)                                                                                                  |

1 Negrita indica sede para ese año. Cursiva indica campeones de ese año.

## Estadísticas

### Tabla general

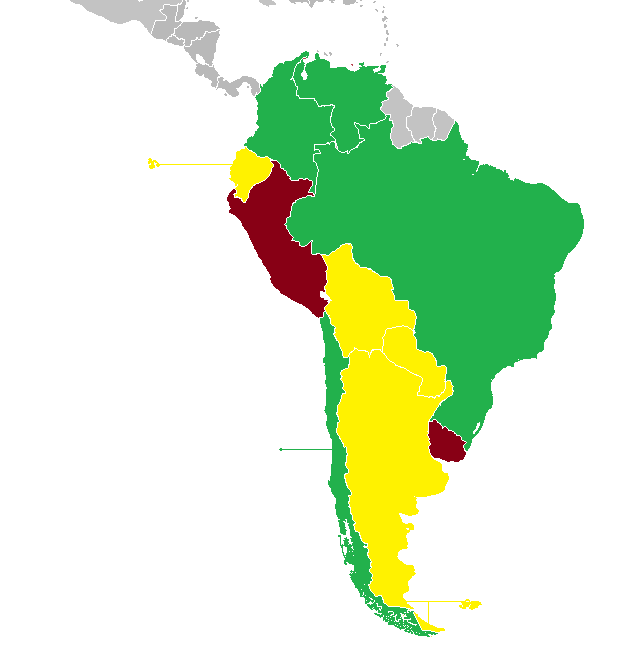
Países participantes según la posición alcanzada en el torneo

| Pos. | Equipo    | Pts | PJ | PG | PE | PP | GF | GC | Dif | Rend. |
| ---- | --------- | --- | -- | -- | -- | -- | -- | -- | --- | ----- |
| 1    | Brasil    | 14  | 6  | 4  | 2  | 0  | 10 | 4  | 6   | 77,7% |
| 2    | Colombia  | 13  | 6  | 4  | 1  | 1  | 11 | 4  | 7   | 72,2% |
| 3    | Venezuela | 10  | 6  | 3  | 1  | 2  | 9  | 8  | 1   | 55,5% |
| 4    | Chile     | 9   | 6  | 3  | 0  | 3  | 9  | 7  | 2   | 50%   |
| 5    | Paraguay  | 8   | 6  | 2  | 2  | 2  | 8  | 6  | 2   | 44,4% |
| 6    | Argentina | 10  | 6  | 3  | 1  | 2  | 16 | 7  | 9   | 55,5% |
| 7    | Bolivia   | 6   | 6  | 2  | 0  | 4  | 3  | 10 | -7  | 33,3% |
| 8    | Ecuador   | 7   | 6  | 2  | 1  | 3  | 8  | 6  | 2   | 38,8% |
| 9    | Uruguay   | 2   | 4  | 0  | 2  | 2  | 3  | 8  | -5  | 15%   |
| 10   | Perú      | 0   | 4  | 0  | 0  | 4  | 0  | 17 | -17 | 0%    |

### Goleadores
| Jugador          | Selección | Goles |
| ---------------- | --------- | ----- |
| Thomás De Martis | Argentina | 6     |
| Santiago Londoño | Colombia  | 5     |
| Diego Claut      | Venezuela | 4     |
| Justin Lerma     | Ecuador   | 3     |
| Alonso Olguín    | Chile     | 3     |
| Ruan Pablo       | Brasil    | 3     |

### Asistentes
| Jugador         | Selección | Asistencias |
| --------------- | --------- | ----------- |
| Wiliander Muñoz | Venezuela | 4           |
| Cristian Florez | Colombia  | 3           |